# Janez Hostnik
Janez Hostnik, slovenski kitarist in ustanovitelj skupine Don Mentony Band ter Johnny's band, * 1962.
Je ustanovni član skupine Don Mentony blues band. V skupini Don Mentony Band je deloval od leta 1988 do leta 1993, ko je ustanovil skupino Johnny´s band, ki se občasno še pojavlja na kakšni blues prireditvi. Gostoval je pri različnih projektih: Managure Lamber, Janko Ropret, Matej Krajnc, EMŠO Blues Band ... Je rock-blues kitarist, ki igra tudi mandolino, steel kitaro in različne izvedbe akustičnih kitar. V zadnjem času se posveča študiju jazz kitare in tonske tehnike. Od leta 2002-08 je deloval kot snemalec in tonski mojster Društva Slovenskih Skladateljev. 2008 je bil kot predstavnik Gis Muzikaviva član organizacijskega odbora Sigic-a za pripravo udeležbe naše države na Midem-u (Cannes, Francija). V Cannesu je sodeloval kot organizator uspešne izvedbe večera slovenske jazz glasbe v znamenitem hotelu Charlton. Do 2009 je bil dežurni snemalec Društva slovenskih skladateljev, direktor glasbene šole Muzikaviva in nadzornik SIGIC-a. Od leta 2010  do januarja 2013 je deloval v SNG Opera in Balet, Ljubljana kot tonski in video mojster ter vodja OE Tehnika-produkcija, kot dodatna pomoč zavoda Gis Muzikaviva ob ponovnem odprtju operne hiše po prenovitvi.Od januarja 2013 deluje kot ravnatelj zavoda Gis Muzikaviva. V letu 2014 njegova skupina Johnny's band praznuje 20 let delovanja in 21 let prvenca ' Boš ti kej moja bla, bla, bla ', ki bo ponovno aktivacijo obeležila s koncertno dejavnostjo in novim projektom v stilu Slo polka billy-a.

## Fonografija

### Don Mentony Blues band
- Don Mentony blues band (1988, Helidon)
- Dobra Mrha (1989, ZKP)
- Rad bi bil baraba (1990, ZKP)
- Nezaposlenim vstop prepovedan (1991, ZKP)
- Ko noč zamenja dan (1992, ZKP)
- Zmikavti (delno) (1993, ZKP)

### Johnny´s band
- Boš ti kej moja bla (1993, ZKP)
- Zadnjih 15 let